# Lijst van voetbalinterlands Belize - Canada
Deze lijst van voetbalinterlands is een overzicht van alle officiële voetbalwedstrijden tussen de nationale teams van Belize en Canada. De landen speelden tot op heden vier keer tegen elkaar, te beginnen met een kwalificatiewedstrijd voor het Wereldkampioenschap voetbal 2006, op 13 juni 2004 in Kingston. Het laatste duel, een kwalificatiewedstrijd voor het Wereldkampioenschap voetbal 2018, vond plaats in Belmopan op 8 september 2015.

## Wedstrijden
| № | Plaats   | Datum            | Competitie           | Wedstrijd       | Uitslag |
| - | -------- | ---------------- | -------------------- | --------------- | ------- |
| 1 | Kingston | 13 juni 2004     | WK 2006 kwalificatie | Canada – Belize | 4 – 0   |
| 2 | Kingston | 16 juni 2004     | WK 2006 kwalificatie | Belize – Canada | 0 – 4   |
| 3 | Toronto  | 4 september 2015 | WK 2018 kwalificatie | Canada − Belize | 3 − 0   |
| 4 | Belmopan | 8 september 2015 | WK 2018 kwalificatie | Belize − Canada | 1 − 1   |

## Samenvatting
| Competitie      | Totaal gespeeld | Winst Belize | Gelijk | Winst Canada | Doelsaldo Belize – Canada |
| --------------- | --------------- | ------------ | ------ | ------------ | ------------------------- |
| WK-kwalificatie | 4               | 0            | 1      | 3            | 1 − 12                    |
| Totaal          | 4               | 0            | 1      | 3            | 1 − 12                    |

Wedstrijden bepaald door strafschoppen worden, in lijn met de FIFA, als een gelijkspel gerekend.

## Details

### Eerste ontmoeting
De eerste ontmoeting tussen de nationale voetbalploegen van Belize en Canada vond plaats op 13 juni 2004. Het WK-kwalificatieduel, bijgewoond door 8.245 toeschouwers, werd gespeeld in het Richardson Stadium in Kingston, en stond onder leiding van scheidsrechter Carlos Batres uit Guatemala. Hij deelde vier gele kaarten uit.
| WK 2006 kwalificatie (Kingston, Canada, 13 juni 2004): |              | |
| Canada | 4 – 0        | Belize |
| Paul Peschisolido 38' Tomasz Radzinski 54' Kevin McKenna 75' Jim Brennan 83'                                                                                      | goals        | |
| Frank Yallop | bondscoach   | Anthony Adderley |
| Pat Onstad Ante Jazic Mark Watson Jason de Vos Julian de Guzman Paul Stalteri Daniel Imhof Tomasz Radzinski Paul Peschisolido 70' Iain Hume 65' Dwayne De Rosario | opstellingen | Shane Moody Elroy Smith Vallan Symms Peter Mariano Edon Rowley Mark Leslie Robert Muschamp Jarbi Álvarez 74' Dion Frazer 60' Dennis Serano 60' Dion Flowers |
| Jim Brennan 65' Kevin McKenna 70' | wissels      | 60' Oliver Hendricks 60' Orland Lyons 74' Víctor Morales |
| Paul Stalteri 89' | gele kaarten | 17' Dion Flowers 72' Dion Frazer 90' Orland Lyons |

### Tweede ontmoeting
De tweede ontmoeting tussen de nationale voetbalploegen van Belize en Canada vond plaats op 16 juni 2004. De return van het WK-kwalificatieduel, bijgewoond door 5.123 toeschouwers, werd opnieuw gespeeld in het Richardson Stadium in Kingston, en stond onder leiding van scheidsrechter Ted Gordon uit Trinidad en Tobago. Het was formeel een thuisduel voor Belize. Beide teams beëindigden het duel met tien man na rode kaarten (beiden tweemaal geel) voor Peter Mariano (Belize) en Iain Hume (Canada).
| WK 2006 kwalificatie (Kingston, Canada, 16 juni 2004): |              | |
| Belize | 0 – 4        | Canada |
| | goals        | 45' Tomasz Radzinski 63' Dwayne De Rosario 73' Dwayne De Rosario 83' Jim Brennan                                                                                       |
| Anthony Adderley | bondscoach   | Frank Yallop |
| Shane Moody Elroy Smith Vallan Symms Peter Mariano Jarbi Álvarez Orland Lyons 55' Victor Morales 72' Mark Leslie Robert Muschamp Harrison Roches Olivier Hendricks 80' | opstellingen | Pat Onstad Kevin McKenna Patrice Bernier Jason de Vos Mike Klukowski Dwayne De Rosario Atiba Hutchinson Marc Bircham Jim Brennan 46' Daniel Imhof 46' Tomasz Radzinski |
| Rodwell Leslie 55' Jorge Dorado 72' Dion Frazer 80' | wissels      | 46' Iain Hume 46' Paul Peschisolido |
| Mark Leslie 7' Orland Lyons 14' Shane Moody 37' Victor Morales 66' | gele kaarten | 32' Jason de Vos |
| Peter Mariano 58', 60' | rode kaarten | 54', 84' Iain Hume |

FFB · A-internationals · Bondscoaches · Statistieken · Belizaans vrouwenelftal
1990 – 1999 ·
2000 – 2009 ·
2010 – 2019 ·
2020 − 2029
1995 · 
1996 · 
1997 · 
1998 · 
1999 · 
2000 · 
2001 · 
2002 · 
2003 · 
2004 · 
2005 · 
2006 · 
2007 · 
2008 · 
2009 · 
2010 · 
2011 · 
2012 · 
2013 · 
2014 ·
2015 ·
2016 ·
2017 ·
2018 ·
2019 ·
2020 ·
2021 ·
2022 ·
2023 ·
2024
Anguilla ·
Bahama's ·
Barbados ·
Bermuda ·
Canada ·
Costa Rica ·
Cuba ·
Dominicaanse Republiek ·
El Salvador ·
Grenada ·
Guatemala ·
Guyana ·
Haïti ·
Honduras ·
Kaaimaneilanden ·
Mexico ·
Montserrat ·
Nicaragua ·
Panama ·
Puerto Rico ·
Saint Kitts en Nevis ·
Saint Vincent en de Grenadines ·
Trinidad en Tobago ·
Turks- en Caicoseilanden ·
Verenigde Staten
Canadese voetbalbond · A-internationals · Bondscoaches · Selecties · Statistieken · Canadees vrouwenelftal · Canada U21 · Canada U20 · Canada U19 · Canada U18 · Canada U17
1885 – 1949 ·
1950 – 1969 ·
1970 – 1979 ·
1980 – 1989 ·
1990 – 1999 ·
2000 – 2009 ·
2010 – 2019 ·
2020 − 2029
WK 1986
OS 1904 · 
OS 1976 · 
OS 1984
1885 · 
1886 · 
1887 · 
1888 · 
1889–1903 · 
1904 · 
1905–1923 · 
1924 · 
1925 · 
1926 · 
1927 · 
1928–1936 · 
1937 · 
1938–1956 · 
1957 · 
1958–1967 · 
1968 · 
1969–1971 · 
1972 · 
1973 · 
1974 · 
1975 · 
1976 · 
1977 · 
1978–1979 · 
1980 · 
1981 · 
1982 · 
1983 · 
1984 · 
1985 · 
1986 · 
1987 · 
1988 · 
1989 · 
1990 · 
1991 · 
1992 · 
1993 · 
1994 · 
1995 · 
1996 · 
1997 · 
1998 · 
1999 · 
2000 · 
2001 · 
2002 · 
2003 · 
2004 · 
2005 · 
2006 · 
2007 · 
2008 · 
2009 · 
2010 · 
2011 · 
2012 · 
2013 ·
2014 ·
2015 ·
2016 ·
2017 ·
2018 ·
2019 ·
2020 ·
2021 ·
2022
Amerikaanse Maagdeneilanden ·
Argentinië ·
Armenië ·
Aruba ·
Australië ·
Azerbeidzjan ·
Bahrein ·
Barbados ·
België ·
Belize ·
Bermuda ·
Brazilië ·
Bulgarije · 
Chili ·
China ·
Colombia ·
Congo-Brazzaville ·
Costa Rica ·
Cuba ·
Curaçao ·
Cyprus ·
DDR ·
Denemarken ·
Dominica ·
Duitsland ·
Ecuador ·
Egypte ·
El Salvador ·
Engeland ·
Estland ·
Faeröer · 
Finland ·
Frankrijk ·
Ghana ·
Griekenland ·
Guatemala ·
Haïti ·
Honduras ·
Hongarije ·
Hongkong ·
Ierland ·
IJsland ·
Indonesië ·
Iran ·
Italië ·
Jamaica ·
Japan ·
Joegoslavië ·
Kaaimaneilanden ·
Kameroen ·
Kroatië ·
Libië ·
Luxemburg ·
Maleisië ·
Malta ·
Marokko ·
Mauritanië ·
Mexico ·
Moldavië ·
Nederland ·
Nieuw-Zeeland ·
Nigeria ·
Noord-Ierland ·
Noord-Korea ·
Noord-Macedonië ·
Oekraïne ·
Oezbekistan ·
Oostenrijk ·
Panama ·
Paraguay ·
Peru ·
Polen ·
Portugal ·
Puerto Rico ·
Qatar ·
Saint Kitts en Nevis ·
Saint Lucia ·
Saint Vincent en de Grenadines ·
San Marino ·
Saoedi-Arabië ·
Schotland ·
Singapore ·
Slovenië ·
Sovjet-Unie ·
Spanje ·
Suriname ·
Trinidad en Tobago ·
Tsjechië ·
Tunesië ·
Turkije ·
Uruguay ·
Venezuela ·
Verenigde Staten ·
Wales ·
Wit-Rusland ·
Zuid-Afrika ·
Zuid-Korea ·
Zwitserland
België (2022)